# Львовско-Сандомирская операция
Льво́вско-Сандоми́рская опера́ция — стратегическая военная наступательная операция войск 1-го Украинского фронта под командованием генерала армии И. С. Конева и 4-го Украинского фронта под командованием генерал-полковника И. Е. Петрова, проводившаяся 13 июля — 29 августа 1944 года против войск Германии и Венгрии во время Великой Отечественной войны с целью освобождения Западной Украины и занятия Юго-Восточной Польши. Входила в число так называемых Десять сталинских ударов.
Итогами операции стали освобождение территорий Западной Украины и в целом завершение освобождения от немецкой оккупации территории Украинской ССР в границах 1941 года. Советские войска вышли на территорию Польши и форсировали Вислу, создав Сандомирский плацдарм. Была разгромлена группа армий «Северная Украина», 32 немецкие дивизии потеряли половину и более личного состава, 8 дивизий были полностью уничтожены.

## Обстановка перед операцией
Перед началом операции линия фронта проходила западнее Ковеля, Тернополя и Коломыи. Южные районы Польши (в том числе Силезский промышленный район) имели большое экономическое и стратегическое значение, поэтому немецкое командование стремилось удержать Западную Украину любыми силами и не допустить выход советских войск в Польшу на этом участке. Немецкое командование настойчиво укрепляло и совершенствовало свою оборону, создавало на этом участке три оборонительные полосы, из которых к началу операции им удалось полностью подготовить лишь две, образовавшие тактическую зону обороны.
Советскому командованию к началу операции удалось создать самое крупное фронтовое объединение, когда-либо создававшееся в предыдущих операциях. Командование 1-го Украинского фронта приняло решение нанести два удара: на львовском и рава-русском направлениях, что позволяло рассечь группу армий «Северная Украина», окружить и уничтожить её в районе Бродов. Операция осуществлялась одновременно с Белорусской операцией и важную роль также играло взаимодействие фронтов.

## Силы сторон

### РККА
- 1-й Украинский фронт (командующий И. С. Конев). В него входили 13-я армия, 18-я армия, 38-я армия и 60-я армия, 1-я гвардейская армия, 3-я гвардейская армия, 5-я гвардейская армия, 4-я танковая армия, 1-я гвардейская танковая армия, 3-я гвардейская танковая армия, две конно-механизированные группы и 1-й Чехословацкий армейский корпус — всего к 13 июля 80 стрелковых и кавалерийских дивизий, 10 танковых и механизированных корпусов и 4 отдельные танковые бригады (1,2 млн человек, 13 900 орудий и миномётов, 2200 танков и САУ). Авиационную поддержку оказывала 2-я воздушная армия, имевшая в своём составе 2806 самолётов.
- 4-й Украинский фронт (командующий И. Е. Петров) — создан 30 июля 1944 года для наступления на карпатском направлении. Во фронт включены из 1-го Украинского фронта 18-я армия и 1-я гвардейская армия. Для авиационной поддержки придана 8-я воздушная армия.
- Советским войскам помощь в боях за Львов оказала также Армия Крайова (см. Битва при Львове (1944)).
- 14 самолётов бомбардировочной и разведывательной авиации ВВС ЮАС оказывали поддержку советским и польским войскам[4].

### Вермахт и венгерские войска
- Часть сил группы армий «Северная Украина» (командующий Й. Харпе). В неё входили 1-я немецкая танковая армия, 4-я немецкая танковая армия и 1-я венгерская армия — всего к 13 июля 42 дивизии, из них 6 танковых и моторизованных (в полосе 1-го Украинского фронта ему противостояли до 900 тыс. человек, 6300 орудий и миномётов, 900 танков и штурмовых орудий)[5]. В ходе операции в группу армий также были включены дополнительно 17-я армия, 24-й танковый корпус, а также 11 пехотных дивизий, 2 танковые дивизии, дивизия войск СС «Галичина» из украинских добровольцев и несколько отдельных частей из Германии. Авиационную поддержку оказывал 4-й воздушный флот, имевший в своём составе 700 самолётов.

## Действия партизан

### Советские партизаны
В начале 1944 года в западные области Украины и далее в юго-восточные районы Польши переходили значительные соединения советских партизан. К концу апреля 1944 года общее количество советских партизан в этих районах составило 9 тысяч человек, объединённых в 10 партизанских объединений и 53 отряда. Перед началом операции они на месяц сорвали перевозки немецких войск на линиях Львов — Варшава и Рава-Русская — Ярослав, разгромили 13 крупных гарнизонов и отразили удар в Яновских лесах, где против них было брошено три немецких дивизии.

### Армия Крайова
Силы польской Армии Крайовой действовали на территории Волыни, Полесья и Галичины с апреля 1943. Согласно докладу командира советских партизан, бойцы Армии Крайовой численностью до 3 тыс. человек атаковали Поставы и уничтожили до 400 германских солдат и полицейских. Летом 1944 года, в связи с приближением советских войск на территорию Западной Украины, польские повстанцы активизировались, а при Львовско-Сандомирской операции помогали Красной армии в боях за Львов.
21 июля, когда советские танковые части подходили к Львову, руководители Армии Крайовой отдали приказ о начале Львовского восстания, под кодовым названием «Буря во Львове» («Burza we Lwowie»).

### УПА (Украинская повстанческая армия)
В дивизии СС «Галичина» большинство личного состава составляли приверженцы националистической идеологии украинства, положительно относившиеся к деятельности УПА. В феврале 1944 года немцы считали, что силы УПА в Галиции составляли около 5 тыс. человек. Ещё один немецкий документ «Сообщение о положении банд в апреле 1944 г.», датированный 17 мая 1944, говорил, что количество вооружённых нападений со стороны «банд» в Галичине в январе 1944 года было 6123, в феврале — 6452, в марте — 6887, без уточнения принадлежности «банд», к которым немецкая администрация причисляла также советские и польские партизанские отряды. В том же документе указывалось, что УПА в апреле 1944 года уничтожила 645 поляков в Галичине, а также мобилизовывала своих сторонников и силой брала в лес, пыталась наладить контакты с немецкой администрацией, подчёркивая своё намерение совместно с Германией бороться против «большевиков». Один из руководителей приказывал, что все немецкие предприятия должны быть уничтожены, а при отступлении немцев делать им «всякие трудности».
УПА видела в участниках дивизии СС «Галичина» возможный резерв пополнения своих рядов. С февраля 1944 года некоторые отряды УПА, совместно с частями дивизии «Галичина», вели борьбу с советскими и польскими партизанами на территории Генерал-губернаторства. Позднее, после битвы под Бродами, УПА формировала свои ряды из бывших уцелевших членов дивизии. Всего ряды УПА пополнили до 3000 человек.

## Окружение и разгром немецкой группировки в районе Бродов
Основная статья: Битва за Броды

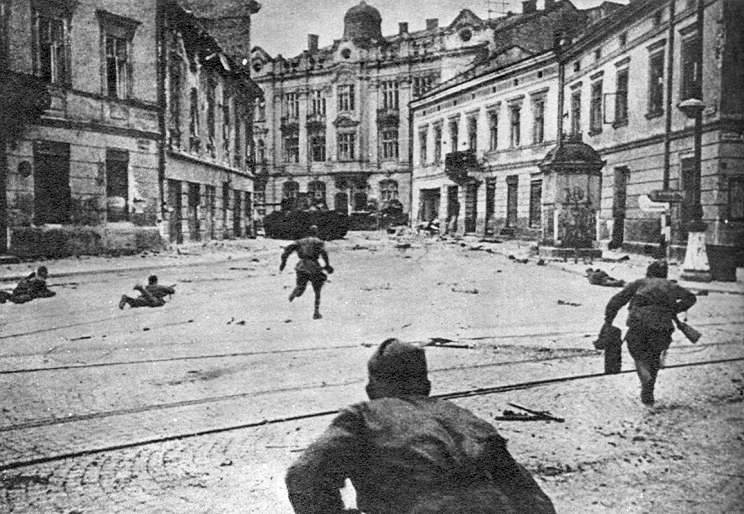
Бойцы РККА на улицах Львова.

К началу перехода войск 1-го Украинского фронта в наступление, на участке группы армий «Северная Украина» было создано три полосы обороны: первая глубиной 4—6 км, вторая в 10—15 километрах от переднего края, третья проходила по берегам рек Западный Буг и Гнилая Липа. Общая глубина обороны составляла 40—50 км. Немецкое командование предполагало в случае наступления Красной Армии отвести свои войска на вторую линию обороны, для того, чтобы избежать потерь при проведении артподготовки. Командование фронта получило данные о замысле противника. Маршал И. С. Конев принял решение прорывать первую полосу без артподготовки, использовать артиллерию и авиацию при прорыве второй полосы.
13 июля войска 1-го Украинского фронта перешли в наступление на рава-русском и львовском направлениях. Части 3-й гвардейской и 13-й советских армий прорвали тактическую оборону немцев и к 15 июля продвинулись на глубину до 20 км. 16 июля в сражение была введена конно-механизированная группа, а с утра 17 июля — 1-я гвардейская танковая армия. В результате упорных боёв за 2-ю оборонительную полосу, куда из резерва были выдвинуты немецкие 16-я и 17-я танковые дивизии, к исходу 16 июля вся тактическая зона немецкой обороны была прорвана на глубину 15—30 км. 17 июля войска 1-го Украинского фронта вступили на территорию польской Силезии.
На львовском направлении ситуация складывалась более удачно для немецких войск. Создав ударную группировку из двух танковых дивизий, немецкие войска отбили наступление советских 38-й и 60-й армии и с утра 15 июля провели контрудар двумя танковыми дивизиями из района Плугов, Зборов, потеснив тем самым советские войска на несколько километров. Советское командование усилило авиационные и артиллерийские удары на этом направлении и 16 июля ввело в сражение 3-ю гвардейскую, а затем 4-ю танковые армии.
Танковые армии вводились в узкий коридор (шириной 4—6 км и длиной 18 км), образованный ударом 60-й армии в районе г. Колтов (к северо-западу от Тернополя). Командующий 3-й гвардейской танковой армии генерал П. С. Рыбалко 16 июля провёл свою армию в этот коридор, а 17 июля через этот проход прошла вся 4-я танковая армия генерала Д. Д. Лелюшенко. Ввод в сражение двух танковых армий на такой узкой полосе с одновременным отражением контратак является единственным случаем в истории советских операций Великой Отечественной войны.
К исходу 18 июля немецкая оборона была прорвана на обоих направлениях на глубину 50-80 км в полосе до 200 км. Советские войска форсировали Западный Буг и окружили в районе Броды группировку, насчитывавшую до восьми дивизий, в том числе и 14-ю гренадерскую дивизию СС «Галичина».
После выхода советских войск на подступы ко Львову командующий фронтом решил главные усилия сосредоточить на львовско-перемышльском направлении, чтобы завершить разгром противостоящей группировки противника и овладеть городами Львов и Перемышль. Одновременно прилагались усилия к тому, чтобы быстрее завершить уничтожение бродовской группировки и форсировать развитие наступления на станиславском направлении.
Войска 60-й и 13-й армий при авиационной поддержке 2-й воздушной армии вели напряжённые бои с целью ликвидации окружённой в районе Бродов группировки. К 22 июля группировка была ликвидирована, около 30 тыс. немецких солдат было убито, свыше 17 тыс. попало в плен.
Одновременно с боями по уничтожению бродовской группировки немцев войска 1-го Украинского фронта продолжали развивать наступление на запад. К исходу 23 июля войска фронта вышли на Сан, танковые части форсировали реку и захватили плацдармы севернее и южнее Ярослава. 23 июля во Львове Армия Крайова подняла вооружённое восстание против немецких войск (См. Львовское восстание (1944)). Попытка советских войск овладеть Львовом с ходу танковыми армиями закончилась неудачно, в результате чего командование приняло решение взять город силами 60-й и 38-й армий, а танковым армиям обходить город с севера и юга.
С 22 по 27 июля 1944 г. во Львове шли ожесточённые уличные бои между немецким гарнизоном (усиленным «пантерами» 8-й танковой дивизии Вермахта) и передовым отрядом 10-го гвардейского Уральского Добровольческого танкового корпуса под командованием гв. полковника Фомичёва. В ходе танковых боёв воинам 63-й гвардейской танковой бригады пришлось дважды очищать от гитлеровцев центральную часть Львова. Только к 27 июля советские войска при поддержке польских партизан заняли города Львов и Перемышль. На станиславском направлении части 1-й гвардейской и 18-й армии 24 июля заняли Галич, 27 июля — Станислав.
К 27 июля завершился первый этап операции. Группа армий «Северная Украина» понесла большие потери и была рассечена на две части, между которыми образовался разрыв до 100 км.

## Развитие наступления советских войск. Бои на Висле
Немецкое командование для создания фронта обороны на Висле начало перебрасывать сюда дополнительные резервы с других участков фронта и из Германии. Советское командование для действий на карпатском направлении создало 4-й Украинский фронт, в который вошли 18-я армия, 1-я гвардейская армия и 8-я воздушная армия.

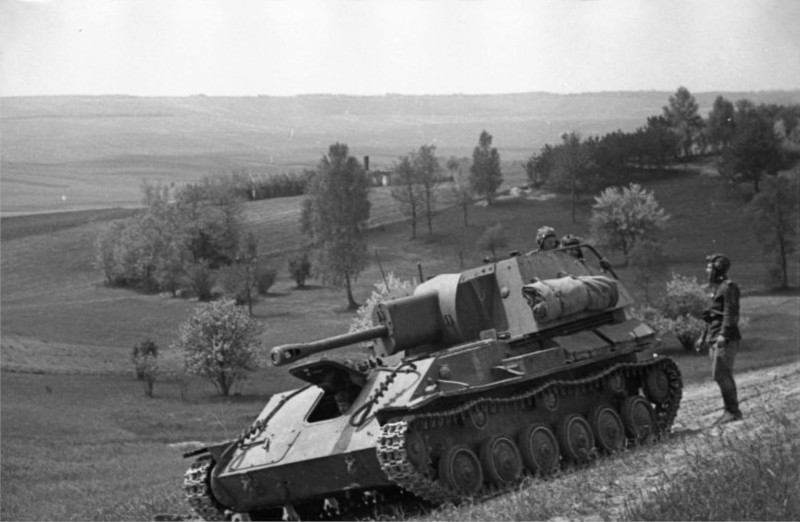
1-й Украинский фронт. В предгорьях Карпат. Самоходное орудие СУ-76 на исходной позиции.

Войска 1-го Украинского фронта без паузы продолжали наступление к Висле. 1-я танковая армия, взяв в ночь на 27 июля Ярослав, уже ночью 28 июля начала движение к Висле, имея приказ не ввязываясь в бои с противником в течение одних суток выйти к реке в районе Сандомира и захватить плацдарм, 3-я гвардейская армия параллельным курсом от Пшемышля выдвигалась в район Баранув. Движение танковых армий осложнялось отсутствием авиационной поддержки, так как в связи с большими темпами продвижения аэродромы значительно отстали от передовых частей.
3-я гвардейская армия и конно-механизированная группа 29 июля разгромили группировку противника в районе Аннополя, вышли к Висле, где захватили небольшие плацдармы, однако из-за упорного противодействия немцев вынуждены были отступить. Войска 1-й гвардейской танковой и 13-й армий действовали более удачно, захватили плацдармы через Вислу и начали форсирование реки. Ширина участка форсирования не превышала 2 километров. Уникальными в ходе Отечественной войны являлись бои на воде, которые вели передовые отряды, форсировавшие реку, с отступающими немецкими войсками. Немецкое командование планировало взорвать многочисленные дамбы на берегах Вислы, однако стремительное продвижение советских частей сорвало эти планы (в случае взрыва дамб многочисленные немецкие войска, оставшиеся на восточном берегу реки, не смогли бы эвакуироваться). Уже 30 июля были наведены 30- и 50-тонные паромы, 31 июля к ним добавились ещё два 30-тонных парома, с вечера началось строительство низководного моста через Вислу, который вступил в строй уже 5 августа. Попытки затруднить переправу советских войск, используя плавающие морские мины, были неудачны. В связи с отсутствием авиаприкрытия переправа советских войск прикрывалась пятнадцатикилометровой дымовой завесой. К вечеру основные силы 1-й гвардейской танковой армии переправились на плацдарм. Попытки подошедшей 17-й немецкой армии 31 июля нанести контрудар в направлении Майдан закончились безуспешно. К исходу 1 августа советский плацдарм под Сандомиром был расширен. 3 августа немцы вышли на южные подступы к Барануву и снова попытались нанести контрудар. Для его отражения советское командование ввело в бой резерв фронта — 5-ю гвардейскую армию, которая отразила контрудар и к 8 августа вышла на рубеж Шидлув, Стопница, Новы-Корчин. Тем временем войска 13-й и 1-й гвардейской танковой армий, находившиеся на плацдарме, возобновили наступление с целью завершить разгром главных сил немецкой 4-й танковой армии, однако больших успехов достигнуть не смогли. В целом же фронту удалось к 10 августа расширить плацдарм до 60 км по фронту и до 50 км в глубину.
Утром 11 августа немецкие войска нанесли контрудар в направлении Сташув, Осек, к 13 августа им удалось продвинуться на 8-10 км и овладеть районом Шидлув. Однако их попытки развить удар в направлении Баранува успеха не имели. Не добившись существенного успеха в районе Сташува, немецкое командование решило 13 августа нанести контрудар в направлении Стопница, Поланец. Здесь немцы впервые применили свои новые тяжёлые танки «Королевский Тигр». Дебют «Королевских Тигров» потерпел фиаско: в районе Оглендув — Мокре — Шидлув немцы попали в засаду 53-й гвардейской танковой бригады, где потеряли 13 новых танков, из них 3 советские войска захватили в исправном состоянии, а в районе Хмельника бойцами 1-й гвардейской танковой бригады в результате ночного боя были захвачены 16 танков, из них 13 советские войска взяли с полным боекомплектом, полностью исправными, 3 — с перебитыми гусеницами. Этими машинами был доукомплектован 3-й батальон бригады. В результате командир немецкого 501-го отдельного батальона тяжёлых танков майор фон Легат был снят с должности. 14 августа советские 3-я гвардейская и 13-я армии перешли в наступление на Сандомир и на следующий день взяли город.
Новую попытку ликвидировать сандомирский плацдарм немецкое командование предприняло в районе лагувского выступа. Замыслом немецкого командования было окружение советских частей в районе Лагува ударами двух танковых корпусов. После упорных боёв немецким танковым частям удалось захватить горный кряж северо-западнее Опатува и вклиниться в оборону 13-й армии на 6—7 км. В результате ответных ударов 3 советских армий часть немецких сил (72-я, 291 пехотные дивизии, штурмовой полк, часть 18-й артиллерийской дивизии) подверглась окружению и уничтожению. На этом закончились попытки немецкого командования сбросить советские войска с западного берега Вислы в районе Сандомира. Советский плацдарм был расширен до 120 км по фронту и до 50 км в глубину.
Войска левого крыла фронта в составе 60-й и 38-й армий пытались развить наступление на запад, однако значительных успехов они также не добились. 23 августа 60-я армия совместно с войсками 5-й гвардейской армии овладела городом Дембица. 38-я армия, обеспечивая левый фланг фронта, вышла на фронт Глиник, Кросно. 29 августа войска 1-го Украинского фронта перешли к обороне.
Одновременно наступательные действия на карпатском направлении против немецко-венгерских войск вели войска 4-го Украинского фронта. С 1 по 19 августа немецко-венгерское командование дополнительно ввело в состав 1-й венгерской армии переброшенные сюда семь пехотных дивизий, заранее создав здесь прочные оборонительные рубежи, проходившие по высотам и берегам рек. Продвижение войск 4-го Украинского фронта проходило довольно медленно. 5 августа части 1-й гвардейской армии освободили город Стрый, на следующий день — город Дрогобыч. К 15 августа войска фронта вышли на рубеж Санок, Красноильск и там остановили наступление.

## Авиация в Львовско-Сандомирской операции
К началу операции в состав 1-го Украинского фронта входила 2-я воздушная армия. Для её усиления в начале июля 1944 года прибыли четыре авиационных корпуса и две авиационные дивизии. Всего в армии имелось девять авиационных корпусов, три отдельные дивизии и четыре отдельных полка, насчитывающих более 3 тыс. боевых самолётов.
Советской авиации на данном направлении противостояли соединения 4-го воздушного флота, имевшего в составе 750 самолётов. Кроме того, немецкое командование могло привлечь для действий в полосе наступления 1-го Украинского фронта 300—400 самолётов из состава соседнего 6-го воздушного флота.
Таким образом, благодаря усилению советской армии резервами было достигнуто трёхкратное превосходство над противником в воздухе.
При подготовке к операции командующий 2-й воздушной армией создал две авиационные группы. Для поддержки и прикрытия сухопутных войск, наступавших на рава-русском направлении, выделялось четыре авиационных корпуса общим составом 1200 самолётов. На Львовском направлении было сосредоточено 5 авиационных корпусов, имевших в своём составе 1400 самолётов. Кроме того, на центральном участке фронта базировались три отдельные авиационные дивизии, имевшие 400 самолётов.
Тыловое обеспечение авиационных соединений осуществляли 65 батальонов аэродромного обслуживания, 10 инженерно-аэродромных и 10 автотранспортных батальонов. Первоочередной задачей для соединений тыла было размещение многочисленных авиационных частей. С 25 июня развернулось строительство новых аэродромов в полосе фронта. Перегруппировка авиационных соединений проводилась с соблюдением мер, обеспечивающих скрытность подготовки к операции. Авиационные полки размещались на тыловых аэродромах в 100—150 км от линии фронта с последующим перебазированием на передовые аэродромы за сутки-двое до начала наступления войск фронта.
Была развёрнута сеть ложных аэродромов, на которых работали радиостанции и были выставлены макеты самолётов и разнообразной аэродромной техники. Над районами ложных аэродромов патрулировали мелкие группы истребителей. К началу операции имелось 33 ложных аэродрома, в том числе 9 ночных. Немецкая воздушная разведка не смогла раскрыть подлинную группировку советской авиации. В июне и в первой половине июля немецкая авиация 87 % налётов совершила на ложные аэродромы и только 13 % на действующие.
При планировании операции предусматривалось перед атакой войск Красной Армии нанести массированный бомбардировочный удар с участием 2 тыс. самолётов на обоих участках прорыва обороны немцев. Повторным ударом планировалось сковать резервы и подавить очаги сопротивления противника. Таким образом, в начале операции намечалось подвергнуть решительному воздействию с воздуха главные группировки немецких войск на всю глубину тактической зоны обороны.
Воздушной разведкой было установлено, что немецкое командование на рава-русском направлении пытается отвести свои войска на подготовленный в глубине оборонительный рубеж. В связи с этим командующий войсками фронта приказал начать наступательную операцию 13 июля 1944 года, на два дня раньше намеченного срока, и при поддержке авиации немедленно атаковать врага, чтобы сорвать его планомерный отход.
Авиация северной группы с 13 июля приступила к действиям на рава-русском направлении. Штурмовики 1-го гвардейского смешанного и 5-го штурмового авиационных корпусов наносили удары по колоннам отступающего противника и подавляли его узлы сопротивления. Бомбардировщики уничтожали немецкие войска у переправ через Западный Буг.
Ожесточённые воздушные бои проходили над полем боя. За первые четыре дня наступления на рава-русском направлении советские истребители уничтожили 115 самолётов противника и принудили его авиацию снизить активность. Немецкие лётчики вынуждены были отказаться от действий крупными группами. В дальнейшем у линии фронта они стали появляться отдельными парами и звеньями.
За четыре дня с начала наступления советские лётчики совершили 3200 самолёто-вылетов. Активные действия авиации являлись одним из существенных факторов победы советских войск на рава-русском направлении.
Боевые действия советской авиации на львовском направлении начались 14 июля. За 10 минут до начала атаки сухопутных войск к участку прорыва группа за группой стали подходить бомбардировщики 2-го гвардейского и 4-го бомбардировочных авиационных корпусов. В атаке участвовало 252 самолёта, которые сбросили бомбы на огневые средства и войска немцев. Авиационная подготовка без паузы перешла в авиационную поддержку наступающих войск.
С момента перехода сухопутных войск в наступление 366 штурмовиков Ил-2 в течение полутора часов бомбами и пулемётно-пушечным огнём уничтожали артиллерию, танки и живую силу немцев. Всего в первом массированном ударе участвовало около 1300 бомбардировщиков, штурмовиков и истребителей. Этот удар с воздуха существенно ослабил всю систему обороны немцев.
Во втором массированном ударе участвовало более 1400 самолётов. Авиация нанесла удар по резервам немцев в районах Сасова, Золочева. В результате удара была дезорганизована танковая дивизия, которая составляла резерв немецкой группы армий «Северная Украина», что не позволила ей выдвинуться в район, намеченный гитлеровским командованием для нанесения контрудара.
15 июля части 38-й армии были атакованы крупной группировкой немецких танков и были вынуждены перейти к обороне. Для поддержки войск 38-й армии командующий войсками фронта приказал воздушной армии нанести массированный удар по танковой группировке немцев. Для этого были привлечены соединения центральной авиационной группы, все дивизии, составлявшие резерв командующего, а также часть сил северной авиационной группы.
Первыми удар нанесли 135 самолётов Пе-2 4-го бомбардировочного авиационного корпуса. Самолёты шли на высоте 1500 м с интервалом в 1-2 минуты. Между корпусами временной интервал составлял 5-8 минут. После бомбардировщиков к цели подошли три пятёрки самолётов-пикировщиков. Группу самолётов-пикировщиков сопровождали 18 истребителей. Вслед за группой пикировщиков к целям подошли остальные 117 самолётов 2-го гвардейского бомбардировочного авиационного корпуса.
Массированный удар завершали штурмовики 1-го гвардейского и 8-го штурмовых авиационных корпусов и 10-й гвардейской штурмовой авиационной дивизии. Истребители обеспечивали действия бомбардировщиков и штурмовиков сопровождением и осуществляли непрерывное дежурство в воздухе и на подступах к району сражения. Они отразили все попытки немецких самолётов прорваться в район Плугува.
Массированный удар продолжался четыре часа. Но уничтожение группировки немецких танков не прекращалось и после этого удара. Всего советская авиация 15 июля для удара по танковой группировке совершила 3288 самолёто-вылетов. Плотность бомбового удара составила 102 тонны на 1 км². Немецкому командованию не удалось подтянуть для участия в контрударе свою 8-ю танковую дивизию. По колоннам танков, выдвигавшимся из Золочева, своевременно нанесла удар советская авиация.
2-я воздушная армия сорвала тщательно подготовленный гитлеровским командованием контрудар и обеспечила успешное развитие наступления на львовском направлении. После этого основной задачей авиации на львовском направлении стала поддержка и прикрытие танковых армий и конно-механизированных групп.
Советская авиация при вводе в сражение танковых армий и развитии ими успеха действовала активно и внесла существенный вклад в разгром врага на львовском направлении. За три дня, с 16 по 18 июля, она совершила около 4500 самолёто-вылетов.
В боях по освобождению Львова участвовали основные силы 2-й воздушной армии. В то время как войска 1-го Украинского фронта с боями подходили к Львову, в их тылу шли бои по уничтожению окружённой бродской группировки, которая неоднократно пыталась вырваться из окружения в южном направлении. 20 и 21 июля бои в районе Белого Камня приняли ожесточённый характер и это потребовало применения крупных сил авиации.
По окружённым немецким войскам были нанесены мощные сосредоточенные удары силами 2-го гвардейского и 4-го бомбардировочного авиационных корпусов, а также 1-го гвардейского и 5-го штурмовых авиационных корпусов. За два дня они совершили 2500 самолёто-вылетов и нанесли большие потери противнику. 22 июля остатки окружённой группировки капитулировали.
Во время боёв на рава-русском направлении и на подступах к Львову 2-я воздушная армия с 13 по 27 июля совершила 30500 самолёто-вылетов, в воздушных боях и на аэродромах советские лётчики уничтожили около 350 немецких самолётов. В конце июля войска фронта приступили к выполнению новых задач. Дальнейшие наступательные действия в предгорьях Карпат продолжили войска вновь сформированного 4-го Украинского фронта.
В состав вновь сформированного 4-го Украинского фронта была включена 8-я воздушная армия, полевое управление которой ранее находилось в распоряжении командующего 2-й воздушной армией. Из 2-й воздушной армии в 8-ю были переданы 8-й штурмовой, 10-й истребительный авиационные корпуса, 321-я бомбардировочная дивизия и части двух районов авиационного базирования.
Во время Львовско-Сандомирской операции во 2-ю воздушную армию прибыл 1-й чехословацкий истребительный авиационный полк, вооружённый самолётами Ла-5. В дальнейшем полк был развёрнут в 1-ю чехословацкую смешанную авиационную дивизию, которая в дальнейшем стала кузницей кадров военно-воздушных сил Чехословакии.
После передачи части самолётов в 8-ю воздушную армию состав 2-й воздушной армии сократился до 2 тыс. самолётов. Перебазирование частей задержалось в связи с ожесточёнными боями в районе Львова и наличием в тылу советских войск окружённой немецкой группировки. Когда 29-30 июля передовые отряды 1-го Украинского фронта вышли к Висле и начали её форсировать, 2-я воздушная армия могла прикрывать их лишь небольшим количеством истребителей.
Немцы пытались воспользоваться сложившейся ситуацией, их бомбардировщики группами по 40-50 самолётов совершали налёты на переправы в районе Баранува. Для прикрытия переправ привлекались 304-я, 6-я гвардейская и 12-я гвардейская авиационные дивизии, так как они базировались ближе всего к Висле. Над переправами через Вислу разгорелись ожесточённые воздушные бои. К району боевых действий перебазировались ещё две авиационные дивизии 7-го истребительного авиационного корпуса.
Соотношение сил в воздухе изменилось в пользу советской авиации. В связи с большими потерями немецкое командование стало направлять свои бомбардировщики только ночью, а затем люфтваффе вообще прекратили налёты на переправы.
По мнению участника операции будущего маршала А. А. Гречко, авиация в ходе операции не сумела воспрепятствовать массированной переброске немецких подкреплений против войск 1-го Украинского фронта, в результате немецкое командование практически без противодействия с воздуха и почти без потерь ввело в бой 6 танковых и 1 моторизованную дивизии против Сандомирского плацдарма и ещё до 10 дивизий и бригад на другие участки фронта.
В начале августа 2-я воздушная армия основным составом перебазировалась в район Развадув, Жешув, Мелец, Перемышль. На август Ставка выделила ей 7500 тонн горючего, такого количества могло хватить только на 15-17 тыс. самолёто-вылетов. Для экономии сил и средств было принято решение поддерживать войска на плацдарме эшелонированными действиями штурмовиков по 8-12 самолётов. Бомбардировщики могли применяться только в случае крайней необходимости для нанесения сосредоточенных ударов. Управление всеми авиасоединениями было централизованным, что позволило более рационально применять авиацию для поддержки войск лишь на тех участках, где обстановка была особенно напряжённой.
К концу августа бои на плацдарме начали постепенно затухать. По наиболее крупным немецким группировкам эпизодически наносили удары бомбардировщики. Удары наносились после тщательной разведки целей группами по 9-18 самолётов. Действия 2-й и 8-й воздушных армий сыграли важную роль и оказали благоприятное влияние на весь ход и результаты Львовско-Сандомирской операции.

## Итоги и последствия операции

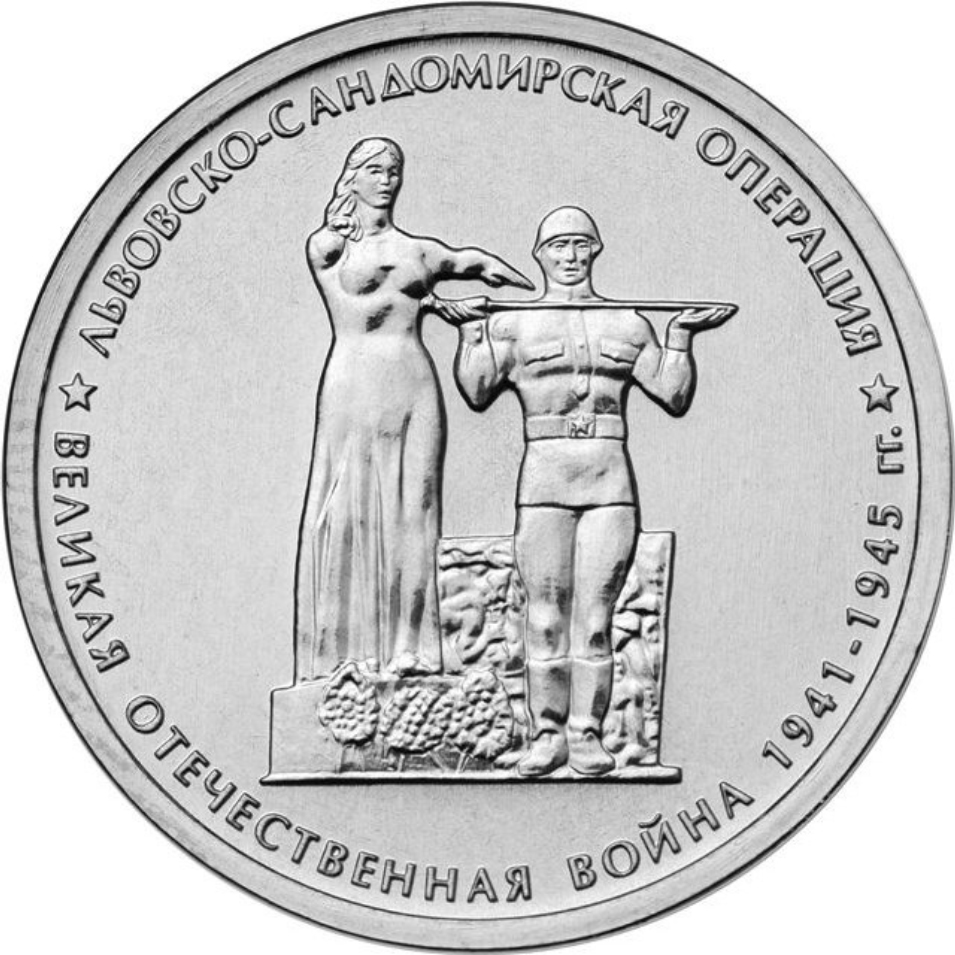
Памятная монета Банка России

В результате Львовско-Сандомирской операции советские войска завершили освобождение от немецкой оккупации всей территории Украинской ССР в границах 1941 года. В ходе операции стратегическая задача по разгрому группы армий «Северная Украина» была решена силами не только одного 1-го Украинского фронта, но левофланговыми частями 1-го Белорусского фронта. В частности, 69-армия стремительным ударом взяла Люблин и вышла к Висле первой, до подхода частей 1-го Украинского фронта. Этим была отвлечена часть немецких армии группы «Северная Украина». В итоге операций советские войска практически полностью разгромили группу армий «Северная Украина», 32 дивизии германских войск (включая дивизию украинских коллаборационистов СС «Галичина») потеряли от 50 до 70 процентов состава, а 8 дивизий были полностью уничтожены. С потерей Западной Украины весь германский фронт на востоке оказался расколотым надвое. Теперь связь между северной и южной немецкими группировками могла осуществляться только кружным путём через Чехословакию и Венгрию, что затрудняло манёвр резервами. Форсирование Вислы и создание крупного Сандомирского плацдарма имели большое значение для последующего наступления советских войск на силезском направлении.
Перед уходом с территории Западной Украины немецкие войска оставили часть оружия действовавшим в этом районе отрядам Украинской повстанческой армии. УПА продолжала борьбу с советской властью в этом районе ещё несколько лет. Для борьбы с УПА и с разрозненными венгерскими и немецкими солдатами советское руководство прислало значительное количество спецподразделений. Советское руководство использовало достаточно жёсткие методы, ссылая в Сибирь бойцов УПА и лиц, сотрудничавших с ними.
В результате стремительного наступления Красной Армии на Львов отступавшие войска вермахта не успели взорвать многие монументы города, которые были ими заминированы.
С точки зрения военного искусства Львовско-Сандомирская операция характерна большим размахом, разнообразием боевых действий и широким применением различных форм оперативного манёвра.